# Liste der Ortschaften im Bezirk Schwaz
Die Liste der Ortschaften im Bezirk Schwaz enthält die Gemeinden und ihre zugehörigen Ortschaften im Tiroler Bezirk Schwaz (in Klammern stehen die Einwohnerzahlen zum Stand 1. Jänner 2024).
Kursive Gemeindenamen sind keine Ortschaften, in Klammern der Status Markt bzw. Stadt. Die Angaben erfolgen im offiziellen Gemeinde- bzw. Ortschaftsnamen, wie von der Statistik Austria geführt.
- Achenkirch (2278)

- Aschau im Zillertal
  - Aschau (1612)
  - Distelberg (246)

- Brandberg (382)

- Bruck am Ziller (648)
  - Bruckerberg (98)
  - Imming (385)

- Buch in Tirol
  - Buch (2605)

- Eben am Achensee
  - Bächental (0 !!!)
  - Hinterriß (8)
  - Maurach (2770)
  - Pertisau (740)

- Finkenberg (1226)
  - Ginzling (206)

- Fügen (2737)
  - Gagering (188)
  - Kapfing (1006)
  - Kleinboden (386)

- Fügenberg (803)
  - Pankrazberg (710)

- Gallzein (703)

- Gerlos (787)

- Gerlosberg (481)

- Hainzenberg (738)

- Hart im Zillertal (831)
  - Helfenstein (533)
  - Holdernach (300)

- Hippach
  - Hippach-Schwendberg (689)
  - Laimach (762)

- Jenbach (Markt; 7600)

- Kaltenbach (1314)

- Mayrhofen (Markt; 3837)
  - Ginzling (138)

- Pill (1269)

- Ramsau im Zillertal (1744)

- Ried im Zillertal (1248)

- Rohrberg (572)

- Schlitters (1571)

- Schwaz (Stadt; 14.394)

- Schwendau (1839)

- Stans (121)
  - Schlagturn (2115)
  - Tratzberg (7)

- Steinberg am Rofan (297)

- Strass im Zillertal (839)

- Stumm (1939)

- Stummerberg (580)
  - Gattererberg (285)

- Terfens (412)
  - Eggen (74)
  - Mairbach (30)
  - Neu-Terfens (590)
  - Schlögelsbach (79)
  - Umlberg (153)
  - Vomperbach (991)

- Tux (1927)

- Uderns (895)
  - Finsing (947)
  - Kleinboden (105)

- Vomp (Markt; 3521)
  - Fiecht (1190)
  - Hinterriß (29)
  - Vomperbach (586)
  - Vomperberg (173)

- Weer (1786)

- Weerberg (2512)

- Wiesing (1839)
  - Astenberg (1839)
  - Bradl (1839)
  - Dikat (1839)
  - Ehrenstall (1839)
  - Erlach (1839)
  - Rofansiedlung (1839)
  - Tiergarten (1839)

- Zell am Ziller (Markt; 1757)

- Zellberg (392)
  - Zellbergeben (266)